# Estelle Brody
Pour les articles homonymes, voir Brody.
Estelle Brody, née le 15 août 1900 à New York aux États-Unis, morte le 3 juin 1995 à La Valette à Malte, est  une actrice américaine qui devient l'une des plus grandes actrices du cinéma muet britannique de la fin des années 1920. Sa carrière freine à la suite d'une série de mauvaises décisions. Elle réapparaît entre la fin des années 1940 et les années 1960 dans des seconds rôles et des films de télévision.

## Biographie
Estelle Brody est la fille du compositeur Joseph Brody et de Leah Wishnew et la sœur de Murray L. Brody. Elle commence sa carrière au cabaret puis dans le vaudeville de théâtre :  elle participe durant un an à une tournée aux États-Unis. Puis elle déménage au Royaume-Uni pour jouer dans The Blue Kitten.

## Filmographie
La filmographie d'Estelle Brody, comprend les films suivants , :
- 1980 : The Martian Chronicles (en)
- 1980 : The Expeditions
- 1962 : Dixon of Dock Green
- 1960 : Méfiez-vous des inconnus (Never Take Sweets from a Stranger)
- 1959 : The Four Just Men (en)
- 1959 : Breakout (en)
- 1957 : The Long Christmas Dinner
- 1957 : Le Scandale Costello (titre original : The Story of Esther Costello)[6]
- 1957 : ITV Television Playhouse
- 1956 : Safari[7]
- 1953 : Des gosses de riches (titres originaux : Finishing School ou Luxury Girls)[8]
- 1952 : Anne of Green Gables
- 1950 : Lilli Marlene (en)
- 1950 : Trois des chars d'assaut (titre original : They Were Not Divided)[9]
- 1949 : Allez coucher ailleurs (titre original : I Was a Male War Bride)[10]
- 1933 : Ann Vickers[11]
- 1931 : A Broadway Romeo
- 1929 : The Plaything (en)
- 1929 : Kitty (en)
- 1929 : Week-End Wives (en)
- 1928 : Mademoiselle Parley Voo (en)
- 1928 : Sailors Don't Care (en)
- 1927 : The Marriage Business (en)
- 1927 : With Cobham to the Cape
- 1927 : Fanny Hawthorne
- 1927 : The Flight Commander (film) (en)
- 1927 : Hindle Wakes (en)
- 1927 : The Glad Eye (en)
- 1927 : White Heat (en)
- 1927 : Mademoiselle from Armentieres (en)

## Source de la traduction
- (en) Cet article est partiellement ou en totalité issu de l’article de Wikipédia en anglais intitulé « Estelle Brody » (voir la liste des auteurs).